# Żarłacz karaibski
Żarłacz karaibski (Carcharhinus perezi, czasami występuje również forma C. perezii) – gatunek rekina z rodziny żarłaczowatych. Zamieszkuje tropikalne wody zachodniego Atlantyku, od Florydy po Brazylię. Obok żarłacza czarnopłetwego jest najpospolitszym gatunkiem rekina w Morzu Karaibskim. Z powodu budowy ciała typowej dla rodzaju Carcharhinus gatunek ten często mylony jest z żarłaczem jedwabistym (C. falciformis) oraz żarłaczem ciemnoskórym (C. obscurus). Gatunek ten wyróżniają ciemniejsze od korpusu płetwy bez wyraźnych przebarwień, krótka wolna tylna końcówka drugiej płetwy grzbietowej oraz kształt i liczba zębów.
Mierząc maksymalnie do 3 metrów, żarłacz karaibski jest największym drapieżnikiem znajdującym się na szczycie łańcucha pokarmowego w ekosystemie atlantyckich raf. Żywi się wieloma gatunkami ryb oraz głowonogów. Udokumentowano przypadki osobników nieruchomo spoczywających na dnie oceanu lub wewnątrz jaskini, co jest zachowaniem nietypowym dla zwykle aktywnie pływających rekinów. W przypadku zagrożenia zaczynają gwałtowniej pływać, mocno wyginają grzbiet, podnoszą głowę oraz wyciągają płetwy piersiowe ku dołowi. Takie zachowanie poprzedza najczęściej atak na przeciwnika lub ucieczkę. Podobnie jak inne rekiny z rodzaju Carcharhinus, żarłacz karaibski jest żyworodny. Samice rodzą do 4–6 młodych co dwa lata. Posiada pewne znaczenie dla rybołówstwa jako źródło mięsa, skóry, oleju z wątroby i mączki rybnej, ale ostatnio rekiny te stały się bardziej wartościowe jako atrakcja ekoturystyczna. Na Bahamach oraz w innych miejscach stosuje się krwawe przynęty, aby przyciągnąć te rekiny do nurków biorących udział w takich kontrowersyjnych przedsięwzięciach. Gatunek ten odpowiedzialny jest za nieliczne ataki na ludzi.

## Taksonomia i filogenetyka
Żarłacz karaibski został opisany po raz pierwszy przez Felipe Poey w 1876 roku jako Platypodon perezi w czasopiśmie Anales de la Sociedad Española de Historia Natural. Badania dotyczyły sześciu osobników złowionych u wybrzeży Kuby. Rodzaj Platypodon został zsynonimizowany z rodzajem Carcharhinus przez późniejszych autorów.
Na podstawie podobieństw morfologicznych Jack Garrick w 1982 roku zgrupował żarłacza karaibskiego z żarłaczem brunatnym (C. plumbeus) i Carcharhinus altimus, podczas gdy Leonard Compagno w 1988 roku uznał go za gatunek siostrzany z żarłaczem srebrnopłetwym (C. albimarginatus). Analiza filogenetyczna na podstawie allozymowych danych, opublikowanych przez Gavina Naylora w 1992 roku, wskazuje, że żarłacz karaibski jest taksonem siostrzanym kladu, który tworzy żarłacz białopłetwy (C. longimanus), żarłacz ciemnoskóry (C. obscurus), żarłacz galapagoski (C. galapagensis) i żarłacz błękitny (Prionace glauca). Jednakże potrzeba więcej badań, by ustalić dokładne zależności wewnątrz Carcharhinus.

## Występowanie i środowisko
Występuje na wybrzeżach całej tropikalnej, zachodniej części Oceanu Atlantyckiego, od Karoliny Północnej po północną Brazylię, w tym w wodach otaczających Bermudy, w Zatoce Meksykańskiej i Morzu Karaibskim. Spotyka się go stosunkowo rzadko na północ od Florida Keys. Preferuje płytkie wody w okolicach raf koralowych. Widuje się go najczęściej w pobliżu zewnętrznych krańców raf. Zazwyczaj przebywa w częściach akwenów nie przekraczających 30 metrów głębokości, choć potrafi nurkować na głębokość co najmniej 378 m.

## Cechy morfologiczne
Z powodu budowy ciała typowej dla rodzaju Carcharhinus gatunek ten często mylony jest z żarłaczem jedwabistym (C. falciformis) oraz żarłaczem ciemnoskórym (C. obscurus). Osiąga maksymalnie 3 m długości (zwykle 2-2,5 m), a najcięższy schwytany osobnik ważył prawie 70 kg. Grzbiet korpusu cechuje się barwą ciemnoszarą lub szarobrązową, spód jest jaśniejszy, biały lub białożółty. Po bokach biegnie ledwo widoczny biały pasek. Żebra nie są wyraźnie zaznaczone. Tylna krawędź płetwy ogonowej oraz spody płetw brzusznych i płetwy odbytowej są koloru ciemnoszarego lub czarnego.
Pysk jest stosunkowo krótki, szeroki i zaokrąglony, bez wystających klapek skórnych obok nozdrzy, oczy duże i zaokrąglone, o średnicy około 3,5 cm, z fałdami półksiężycowatymi spojówek (ochraniające trzecią powiekę). W obu szczękach występuje 11-13 rzędów zębów. Pierwsze 2-4 zęby z przodu w obu szczękach są uniesione, a każde kolejne pochylone pod coraz większym kątem. Zęby mają szeroką podstawę, ząbkowaną krawędź i guzkowatą powierzchnię. Rekin posiada pięć w miarę równych wąskich par szczelin skrzelowych. Płetwy piersiowe zaczynają się pod 3 parą szczelin skrzelowych. Są długie i płaskie, zwężające się ku końcom. Duża, wysoka pierwsza płetwa grzbietowa ma kształt trójkąta, rzadziej lekko zagiętego sierpa. Umiejscowiona jest wyżej od drugiej płetwy grzbietowej. Jej początek pokrywa się w linii prostej z dalszą krawędzią płetw piersiowych. Stosunkowo duża druga płetwa grzbietowa posiada krótką wolną tylną końcówkę i leży nad większą płetwą odbytową. U samca z części płetw brzusznych wykształcił się narząd kopulacyjny zwany pterygopodium. Pomiędzy drugą płetwą grzbietową a płetwą ogonową widoczny niski łuk międzygrzbietowy opadający ku tyłowi. Płetwa ogonowa jest asymetryczna i heterocerkiczna, górny łuk długości niekiedy przekraczającej metr. Skórę pokrywają łuski plakoidalne zwane „skórnymi zębami”. Żarłacz karaibski posiada 5 (u dorosłych osobników nawet do 7) poziomych niskich grzbietów prowadzących do zębów marginalnych. Podobnie jak inne ryby chrzęstnoszkieletowe, również i ten gatunek nie posiada pęcherza pławnego, jego rolę pełni wątroba z dużą ilością tłuszczu zmniejszająca ciężar ryby.

## Ekologia i zachowanie

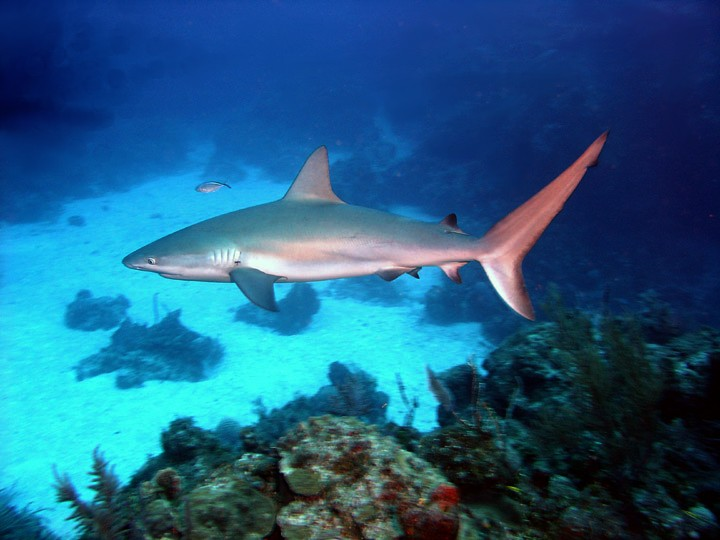
Dorosły żarłacz karaibski pływający wokół koralowców na Bahamach

Pomimo wysokiej liczebności na niektórych obszarach, żarłacz karaibski jest jednym z najsłabiej poznanych przedstawicieli rodzaju Carcharhinus. Uważa się, że odgrywa istotną rolę w ekosystemach raf koralowych. Jest bardziej aktywny w nocy. Nie ma dowodów na sezonowe zmiany aktywności czy migracje. Młode osobniki mają tendencje do pozostawania na określonych, małych obszarach przez cały rok, w przeciwieństwie do osobników dorosłych, które mają większy zasięg występowania.
Udokumentowano przypadki osobników nieruchomo spoczywających na dnie oceanu lub wewnątrz jaskini, co jest zachowaniem nietypowym dla żarłaczowatych – jest to pierwszy gatunek aktywnie pływającego rekina, u którego zauważono takie zachowanie. W 1975 roku, Eugenie Clark obserwowała "śpiące rekiny" wewnątrz jaskini u wybrzeży Isla Mujeres w pobliżu wierzchołka półwyspu Jukatan. Badaczka odkryła, że rekiny tak naprawdę nie śpią, gdyż ich oczy stale śledziły nurków. Clark przypuszcza, że słodkowodne upwelling w jaskiniach pomagają rekinom w pozbyciu się skórnych pasożytów i powodują przyjemny "narkotyczny" efekt. W przypadku zagrożenia żarłacze karaibskie zmieniają swoje zachowanie. Ich ruchy stają się chaotyczne, zaczynają gwałtownie pływać, mocno wyginają grzbiet, podnoszą głowę oraz wyciągają płetwy piersiowe ku dołowi. Takie działanie poprzedza najczęściej atak na przeciwnika lub ucieczkę. Zachowanie to jest mniej efektowne niż u lepiej poznanego żarłacza rafowego (Carcharhinus amblyrhynchos).
Młodociane osobniki często padają ofiarą większych rekinów, takich jak żarłacz tygrysi (Galeocerdo cuvier) czy żarłacz tępogłowy (C. leucas). Podobnie jak inne rekiny, również żarłacz karaibski narażony jest na obecność przeróżnych pasożytów. Najczęściej widziany jest z ciemnymi pasożytami o wydłużonym ciele przylegającymi do boków w okolicy płetwy grzbietowej. W wodach przybrzeżnych północnej Brazylii zaobserwować można żarłacze karaibskie korzystające z usług Elacatinus randalli, który pozbywa się niechcianych gości ze skóry rekina, gdy ten spoczywa spokojnie na dnie. Innymi czyścicielami tego gatunku są Caranx latus i Carangoides ruber.

### Odżywianie

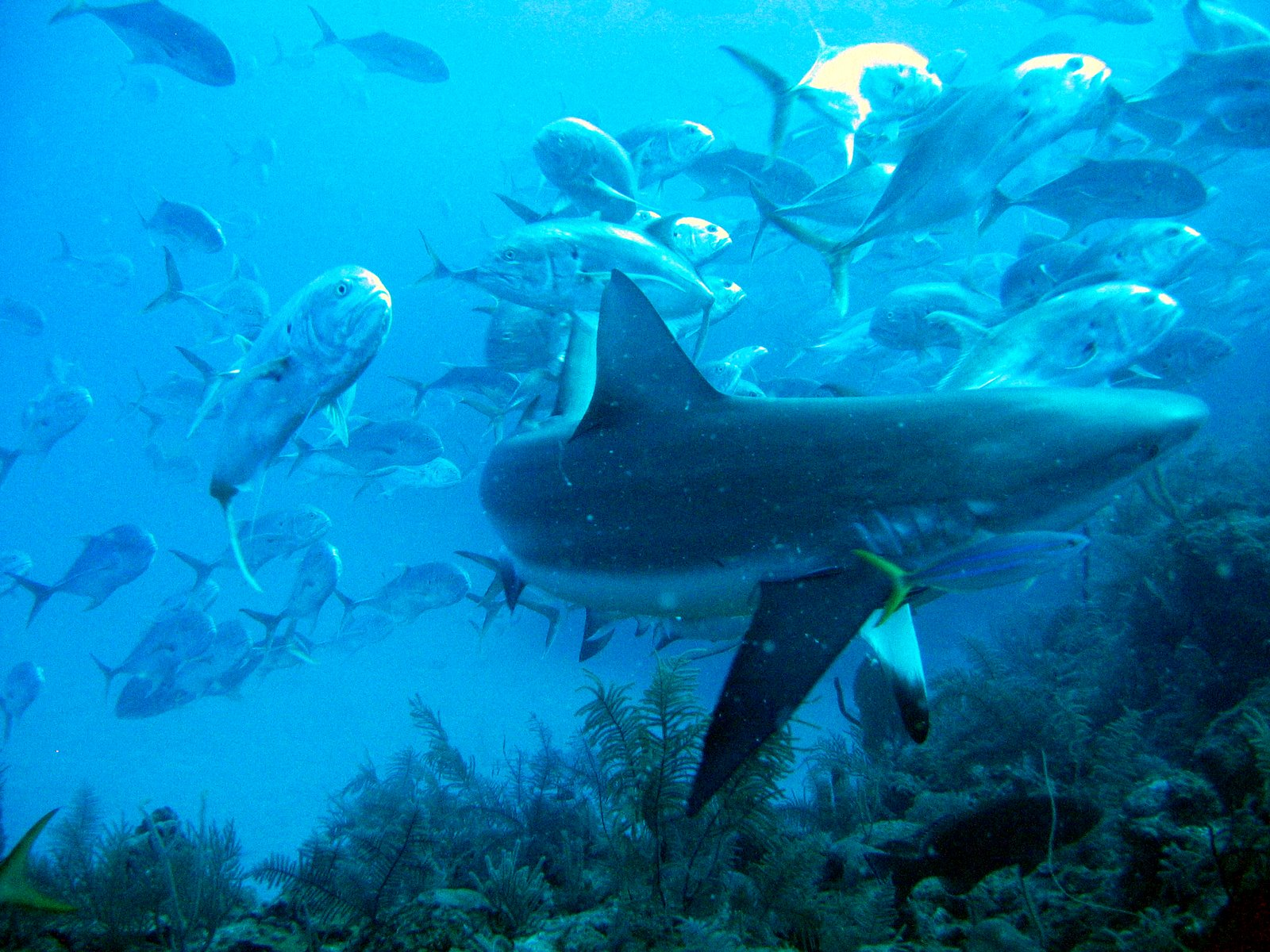
Żarłacz karaibski w otoczeniu ławicy ryb z rodziny ostrobokowatych

Żarłacz karaibski poluje na większość ryb kostnoszkieletowych i głowonogów zamieszkujących rafy koralowe, ale także na spodouste takie jak orleń cętkowany (Aetobatus narinari) czy trygon jamajski (Urobatis jamaicensis). Zwierzę to – poza krwią – przyciągają dźwięki o niskiej częstotliwości, wydawane przez zagrożoną lub ranną ofiarę. Rekin często okrąża ofiarę, dokładnie wybierając swój cel. Sam atak następuje błyskawicznie, pochwycona ofiara szybko rozrywana jest na mniejsze kawałki dzięki gwałtownym i silnym, bocznym ruchom głowy drapieżnika. Młode żarłacze karaibskie odżywiają się małymi rybami, krewetkami i krabami. Rekiny te potrafią zwracać zawartość żołądka, co służy zapewne pozbywaniu się niestrawnych resztek i pasożytów oraz nadmiaru śluzu z błony śluzowej żołądka.

### Cykl życiowy
Rekiny te są żyworodne. Embriony w ciele matki zużywają zapasy żółtka z pęcherzyka żółtkowego, który później łączy się ze ścianą macicy tworząc tzw. łożysko żółtkowe, dzięki któremu dostarczane jest pożywianie z organizmu samicy. Kopulacja w przypadku żarłaczy karaibskich jest stosunkowo niebezpieczna i agresywna. Samice często spotykane są w okresie tarła ze świeżymi bliznami lub ranami. W wodach archipelagu Fernando de Noronha oraz atolu Rocas u wybrzeża Brazylii, poród odbywa się pod koniec pory suchej, od lutego do kwietnia, podczas gdy na innych obszarach południowej półkuli w porze deszczowej, najczęściej pod koniec listopada lub w grudniu. Samica po średnio rocznej ciąży, rodzi zazwyczaj 4-6 młodych, które podczas porodu mają długość ok. 60–74 cm. Samice zachodzą w ciążę co drugi rok. Samce dojrzewają płciowo przy długości 1,5-1,7 m, a samice po osiągnięciu 2 m.

## Relacje z ludźmi

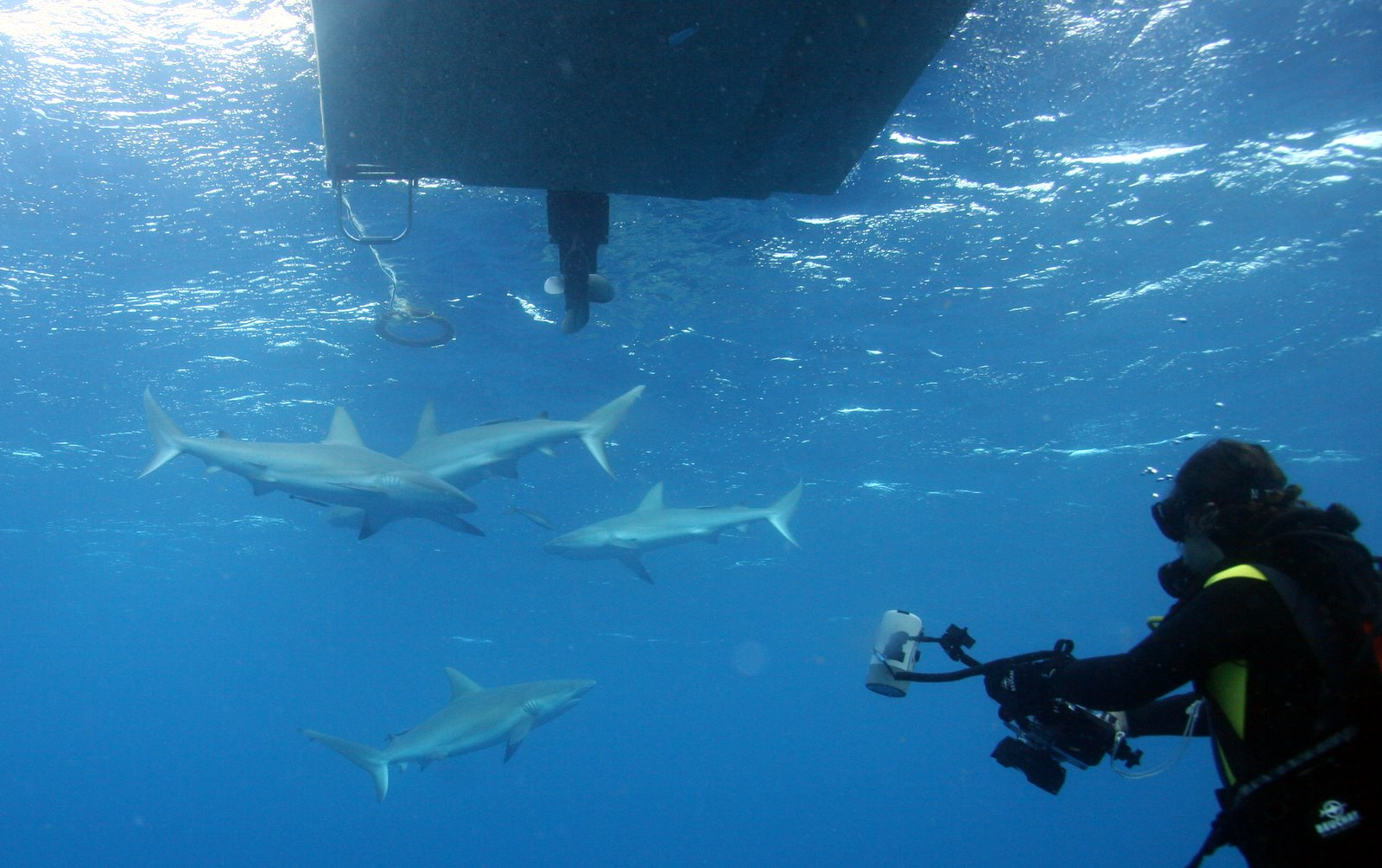
Grupa żarłaczy karaibskich zwabiona przynętą w okolice łodzi nurków

Zazwyczaj rekiny tego gatunku są nieśmiałe lub obojętne na obecność nurków. Podobnie jak inne żarłacze, również i ż. karaibski staje się agresywny w czasie polowania i jedzenia, dlatego też uznawane są wtedy za potencjalnie niebezpieczne. Do 2008 roku International Shark Atack File (ISAF) zgromadziła doniesienia o 27 atakach tego gatunku na człowieka, z czego 4 z nich nie były sprowokowane. Żaden nie był śmiertelny.
Gatunek ten często poławiany do celów handlowych i rzemieślniczych, na wszystkich obszarach jego występowania. Cenione jest jego mięso, skóra, olej z wątroby oraz pochodna mączka rybna. Jest to najczęściej poławiany gatunek rekina u wybrzeży Kolumbii (stanowi aż 39% całości połowów). Wykorzystywane są jego płetwy, olej i szczęki (sprzedawane do celów ozdobnych). Z powodu nadmiernych połowów żarłaczy u wybrzeży Belize od połowy XX wieku do wczesnych lat dziewięćdziesiątych, jego populacja jak i populacja innych gatunków rekinów zmniejszyła się drastycznie. Dodatkowo, rekin ten pozyskiwany jest w Belize jako przyłów do połowów lucjanowatych i strzępielowatych. Płetwy pozyskanych osobników sprzedawane są na azjatyckich rynkach, a mięso w Belize, Meksyku i Gwatemali, gdzie podaje się je najczęściej zawinięte w tortillę. Mięso tego gatunku zawierać może wysoki poziom metylortęci i innych ciężkich metali.

### Karmienie rekinów

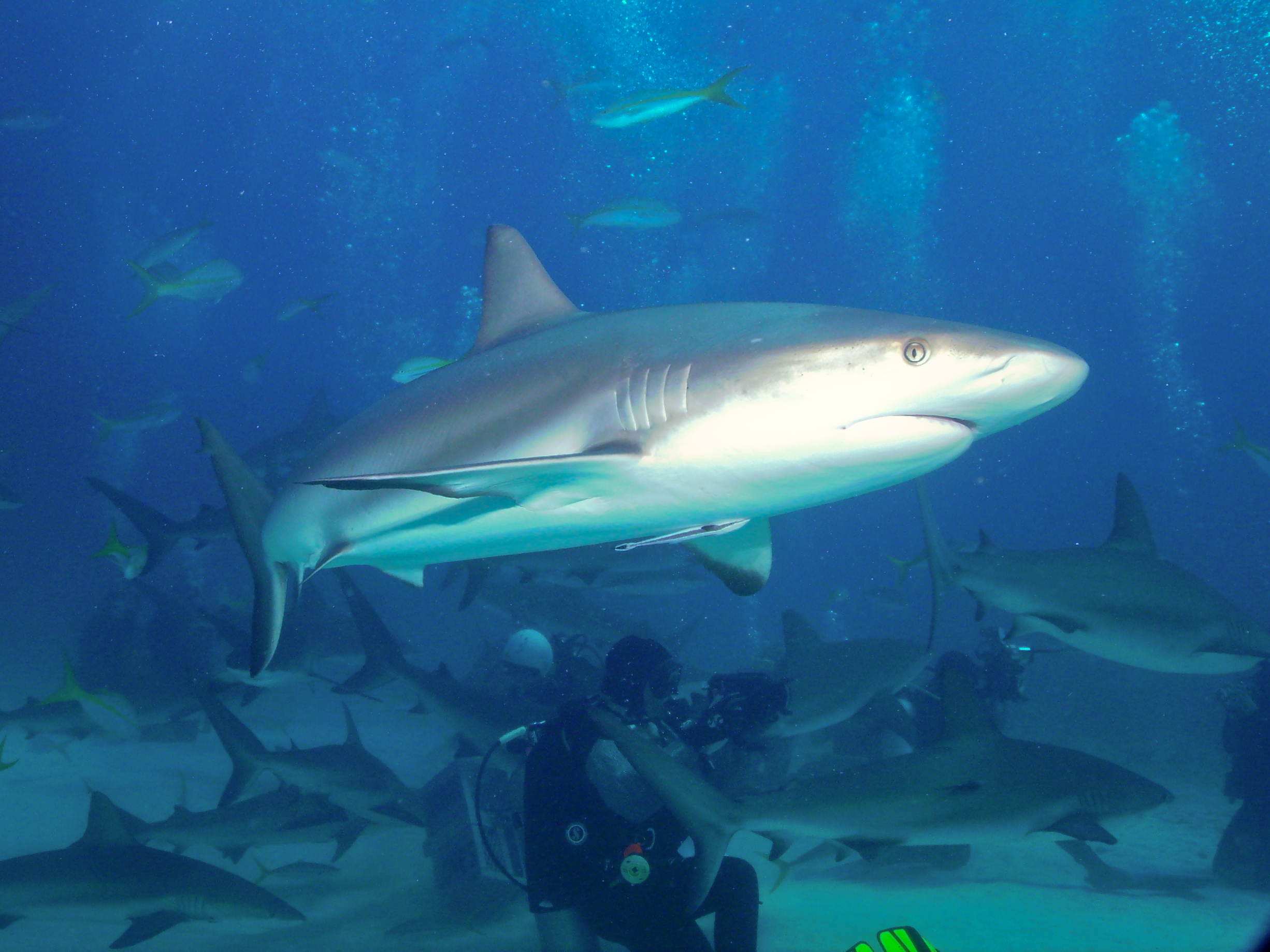
Duża liczba żarłaczy karaibskich podczas "karmienia" na Bahamach

Podwodna ekoturystyka stała się popularna z powodu znacznego wzrostu zainteresowania rekinami, w tym żarłaczem karaibskim. W wielu miejscach urządza się tak zwane "karmienia rekinów". Grupa osób, po zwabieniu rekinów, nurkuje z kawałkami mięsa przeznaczonymi dla drapieżników. Około 6 milionów dolarów rocznie wydaje się na to zajęcie na Bahamach. Za jednorazowe nurkowanie połączone z karmieniem rekinów zapłacić trzeba od 13 do 40 tysięcy dolarów. W porównaniu, cena za martwego złowionego osobnika wynosi zależnie od wielkości około 50-60 dolarów. Pomimo dużych zysków, działania te wywołują wiele kontrowersji. Przeciwnicy "karmienia rekinów" uważają, że dzięki temu rekiny zaczną kojarzyć człowieka z pokarmem, co w dużym stopniu może zwiększyć prawdopodobieństwo ataku żarłaczy na ludzi. Dodatkowo wprowadzany do ekosystemu morskiego pokarm dla rekinów, doprowadzić może do jego wyniszczania (w tym zanikania raf koralowych). Natomiast zwolennicy sądzą, że "karmienie rekinów" korzystnie wpływa na ochronę rekinów oraz pozwala edukować ludzi o nich. Jak dotychczas nie ma dowodów na to, by atrakcja ta przyczyniała się do zwiększenia niebezpieczeństwa ze strony rekinów. Jedynie u wybrzeży Florydy zakazano nurkom dokarmiać rekiny, na innych obszarach występowania żarłacza karaibskiego jest to coraz popularniejsza atrakcja ekoturystyczna.

### Ochrona
Międzynarodowa Unia Ochrony Przyrody (IUCN) uznała żarłacza karaibskiego za gatunek zagrożony wyginięciem (EN). Liczebność jego populacji spadła najbardziej wokół Belize i Kuby z powodu znacznego przełowienia, podczas gdy na innych obszarach jest nieco lepiej. Żarłacze znikają również wskutek degradacji i zanieczyszczania raf koralowych. Połowy tego gatunku są zabronione w wodach przybrzeżnych Stanów Zjednoczonych. Na Bahamach żarłacz karaibski chroniony jest ze względu na dużą rolę jaką odgrywa w ekoturystyce kraju. Liczba obszarów chronionych Marine Protected Areas (MPAs) wzrasta w Brazylii i innych miejscach. Jednakże, z powodu małych rezerw finansowych na egzekwowanie zakazów oraz braku ochrony niektórych ważnych dla tego gatunku obszarów, kontynuowane są wciąż nielegalne połowy na dużą skalę.